# Estadio de Béisbol de Daegu
El Estadio de Béisbol de Daegu (en coreano: 대구 야구장) es un estadio multiuso ubicado en la localidada surcoreana de Daegu, es frecuentemente usado para la práctica de béisbol y la sede del equipo Leones de Samsung. Tiene una capacidad aproximada para albergar a 13 941 espectadores y fue construido en 1948.
- Datos: Q489449
- Multimedia: Daegu Baseball Stadium / Q489449